# Silvanerpeton
Silvanerpeton es un género extinto de reptiles primitivos que vivió en los pantanos de Escocia en el Carbonífero Inferior. Media cerca de 30 a 40 cm de longitud, con un cráneo de 4.4 cm. Algunos paleontologos piensan que los adultos eran semiacuáticos, otros piensan que solo los Silvanerpeton jóvenes eran semiacuáticos y los adultos eran terrestres por completo. Era más pequeño que sus parientes Proterogyrinus que eran netamente acuáticos. Un análisis de 2006 ubica a silvanerpeton como un género basal entre los Embolomeri.